# Arytera
Arytera is een geslacht uit de zeepboomfamilie (Sapindaceae). De soorten komen voor van tropisch Azië tot in Noord-Australië en verder op het eiland Tonga.

## Soorten
- Arytera bifoliata Whistler
- Arytera bifoliolata S.T.Reynolds
- Arytera brachyphylla Radlk.
- Arytera densiflora Radlk.
- Arytera dictyoneura S.T.Reynolds
- Arytera distylis (F.Muell. ex Benth.) Radlk.
- Arytera divaricata F.Muell.
- Arytera foveolata F.Muell.
- Arytera lineosquamulata H.Turner
- Arytera litoralis Blume
- Arytera microphylla (Benth.) Radlk.
- Arytera miniata H.Turner
- Arytera morobeana H.Turner
- Arytera multijuga H.Turner
- Arytera musca H.Turner
- Arytera novaebrittanniae H.Turner
- Arytera pauciflora S.T.Reynolds
- Arytera pseudofoveolata H.Turner

... · 
Acer (Esdoorn) · 
Aesculus (Paardenkastanje) · 
Alectryon · 
Allophylus · 
Atalaya · 
Dimocarpus · 
Harpullia · 
Litchi (Lychee) · 
Paullinia · 
Sapindus (Zeepnotenboom) · 
Talisia · 
Zanha · 
...